# کوئه انگوک‌های

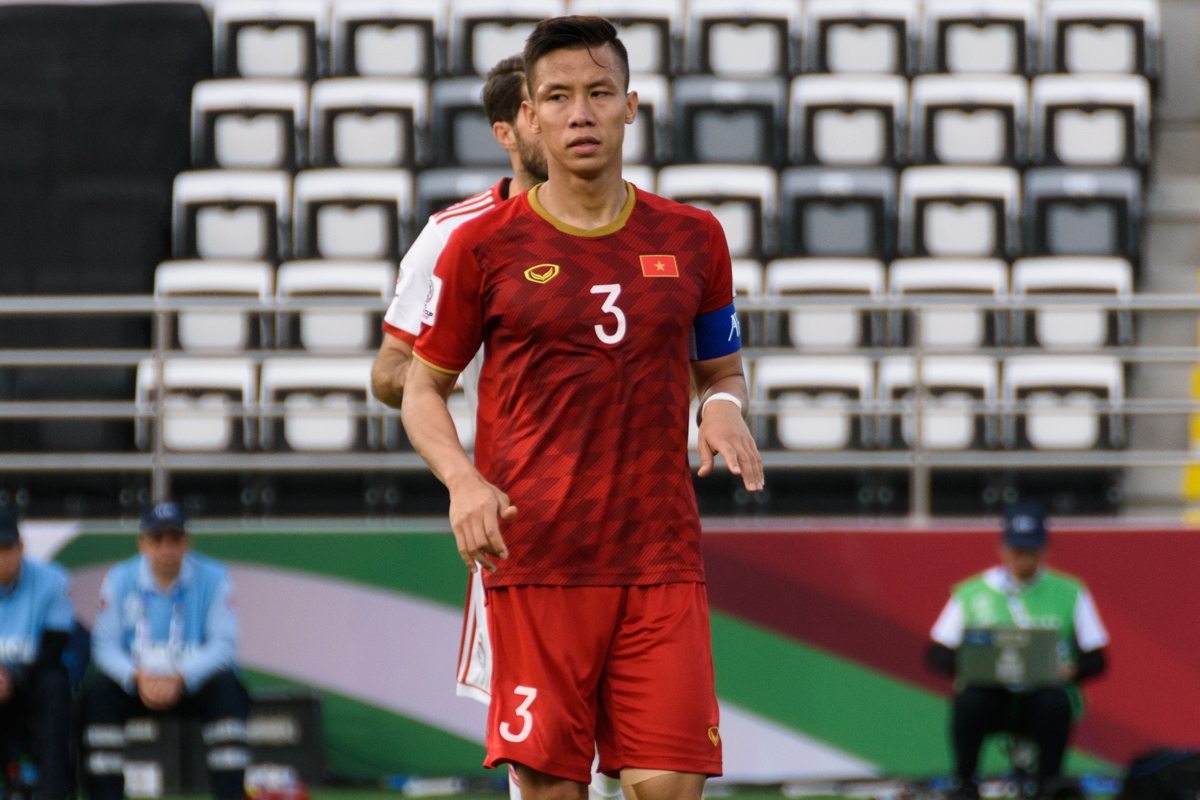
کوئه انگوک های در سال ۲۰۱۹

کوئه انگوک های (زادهٔ ۱۵ مهٔ ۱۹۹۳) یک بازیکن فوتبال اهل ویتنام است. وی در تیم ملی فوتبال ویتنام بازی کرده است.